# Good Feeling (Flo Rida)
Good Feeling è un singolo del rapper statunitense Flo Rida, pubblicato il 29 agosto 2011 come primo estratto dal quarto album in studio Wild Ones.
Nei primi sei mesi del 2012, il singolo ha venduto 1 651 000 copie negli Stati Uniti.

## Descrizione
Per il ritornello della canzone è stato utilizzato un sample tratto da Something's Got a Hold on Me di Etta James, la cui produzione ha visto anche la collaborazione del DJ Avicii.

## Video musicale
Il videoclip del brano è disponibile sull'account ufficiale YouTube di Flo Rida dal 21 ottobre 2011.

## Remix
Per il remix ufficiale della canzone il campionamento della James è stato sostituito da un sample tratto della cover del brano interpretata da Christina Aguilera ed inclusa nella colonna sonora del film Burlesque, nel quale la Aguilera recita come protagonista.

## Esibizioni Live
Flo Rida ha eseguito la canzone all'NBA All-Star Game il 16 febbraio 2012, per poi ripetersi al Sun Life Stadium di Miami, il 1º aprile, in occasione di WrestleMania XXVIII, per celebrare l'entrata di Dwayne "The Rock" Johnson.

## Tracce
CD singolo
1. Good Feeling – 4:07
2. Good Feeling (Jaywalker Remix) – 4:51

Digital download
1. Good Feeling – 4:06

Digital download
1. Good Feeling – 4:06
2. Good Feeling (Bingo Players Remix) – 5:33
3. Good Feeling (Hook N Sling Remix) – 6:15
4. Good Feeling (Carl Tricks Remix) – 5:40
5. Good Feeling (Sick Individuals Remix) – 6:18
6. Good Feeling (Jaywalker Remix) – 4:51
7. Good Feeling (J.O.B. Remix) – 5:50
8. Good Feeling (Seductive Remix) – 4:45

## Classifiche

### Classifiche internazionali
| Classifica (2011) | Posizione Massima |
| ----------------- | ----------------- |
| Australia         | 4                 |
| Austria           | 1                 |
| Belgio (Fiandre)  | 10                |
| Belgio (Vallonia) | 4                 |
| Danimarca         | 14                |
| Finlandia         | 7                 |
| Francia           | 3                 |
| Germania          | 1                 |
| Irlanda           | 3                 |
| Lussemburgo       | 4                 |
| Norvegia          | 7                 |
| Nuova Zelanda     | 5                 |
| Paesi Bassi       | 70                |
| Polonia           | 4                 |
| Regno Unito       | 1                 |
| Spagna            | 11                |
| Stati Uniti       | 3                 |
| Stati Uniti (Pop) | 6                 |
| Svezia            | 4                 |
| Svizzera          | 3                 |

### Classifiche di fine anno
| Classifica (2012) | Posizione |
| ----------------- | --------- |
| Canada            | 11        |
| Polonia           | 39        |
| Stati Uniti       | 16        |